# Торникрофт, Амо
Сэр Вильям Амо Торникрофт (англ. Sir William Hamo Thornycroft; 9 марта 1850[…], Лондон — 18 декабря 1925[…], Оксфорд) — британский скульптор, автор множества лондонских памятников.

## Биография

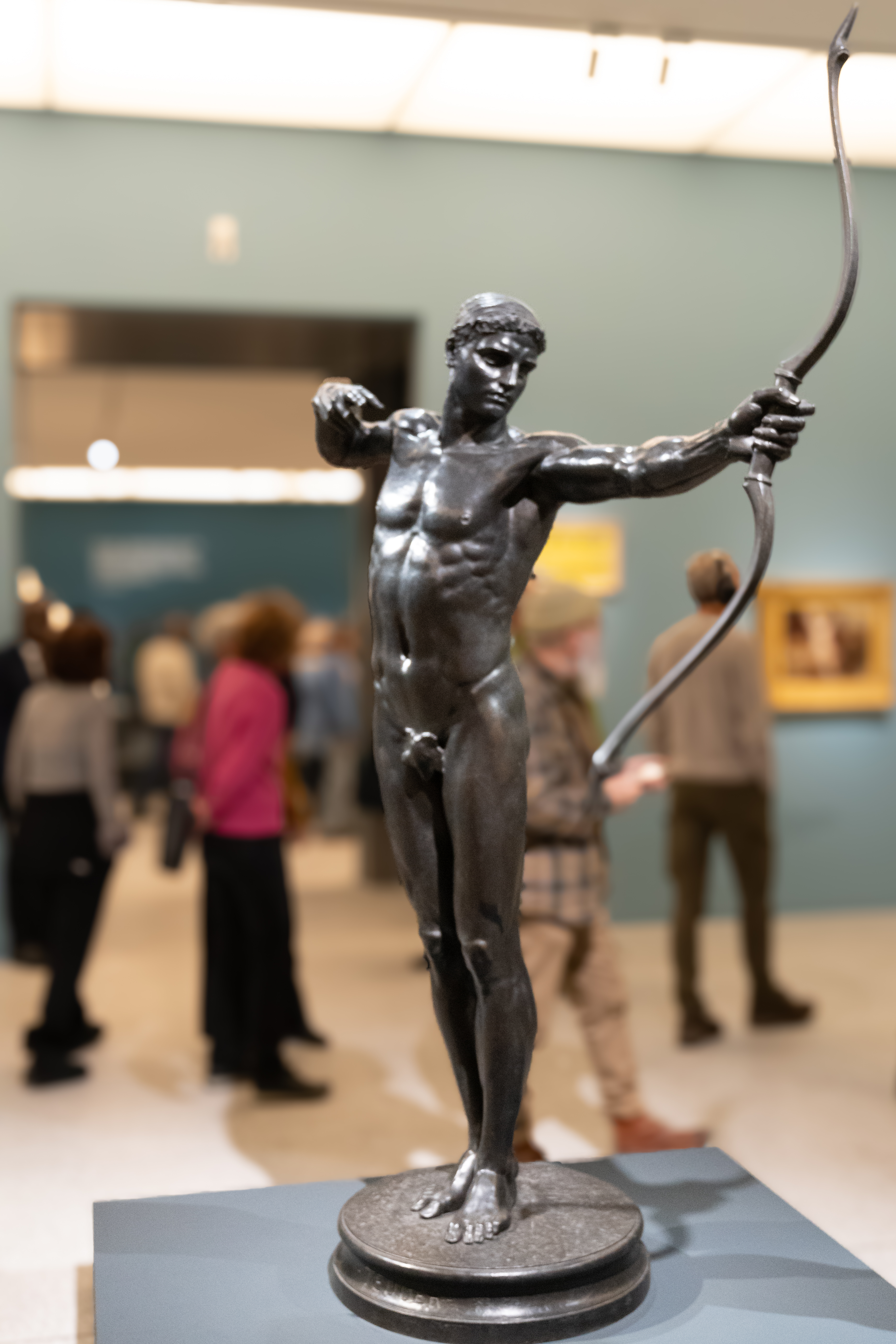
Тевкр

Родился в 1850 году в Лондоне в семье скульптора Томаса Торникрофта (1815—1885). Супруга Томаса, Мэри Торникрофт и его отец Джон также являлись профессиональными скульпторами.
Детство Амо (до девятилетнего возраста) прошло в основном в графстве Чешир на ферме у дяди. В девять лет он поступил в гимназию, в 1863 году — в школу при Университетском колледже Лондона, а затем (в 1869 году) — в Королевскую академию художеств в мастерскую Фредерика Лейтона. За период обучения был награждён двумя академическими медалями. В 1871 году совершил образовательную поездку во Францию и Италию.
Учась в академии, Торникрофт параллельно помогал своим родителям при работе над крупными заказами, такими, как статуя «королев Боудикка и её дочери на колеснице», которая была затем установлена в Лондоне поблизости от Вестминстерского моста. В те же годы он постепенно начал получать первые собственные оплачиваемые заказы и выставлять свои работы на ежегодных выставках Королевской академии.
Расцвет в карьере Амо Торникрофта начался с конца 1870-х годов. В 1880 он был избран членом-корреспондентом Королевской академии. Он быстро прославился как умеренный новатор, и один из создателей направления, которое получило от критиков название «британской новой скульптуры». За статуями «Артемида и её пёс», «Тевкр», «Сеятель» вскоре последовали крупные заказы. Для города Лондона Торникрофт выполнил памятник Оливеру Кромвелю, а также памятники генералу Гордону и премьер-министру Уильяму Гладстону; а также ряд монументальных надгробий, размещавшихся в крупных соборах, и городских памятников для других британских городов. Он также украсил масштабным скульптурным фризом одно из лондонских зданий.
В 1900 году на Всемирной выставке творчество Торникрофта было отмечено медалью. В 1901 года он выполнил модели ряда камерных статуэток для отливки и серийного изготовления (один из важных способов заработка для скульпторов в тот период). В 1916 году выполнил скульптуру «Поцелуй», которую считал своей программной работой, и которая была встречена овациями на выставке в Королевской академии. В 1917 году был посвящён в рыцари. В 1924 году — награждён золотой медалью Королевского общества британских скульпторов.
Его последней работой было монументально надгробие англиканского епископа Йетмана-Биггса, стилизованное под средневековое, для собора в Ковентри.
Скончался Торникрофт в Оксфорде в 1925 году.

## Галерея

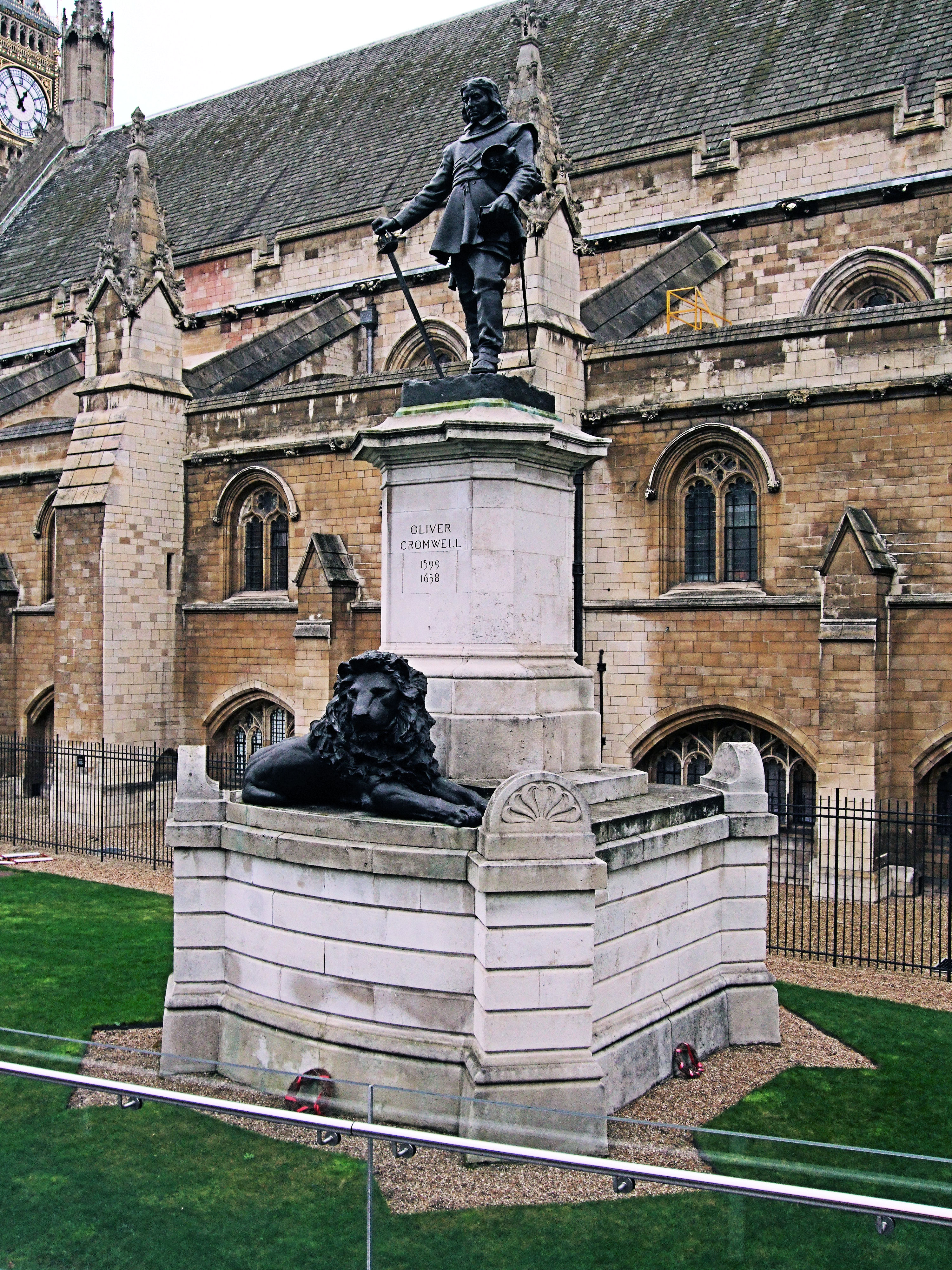
Памятник Оливеру Кромвелю у здания Парламента в Лондоне
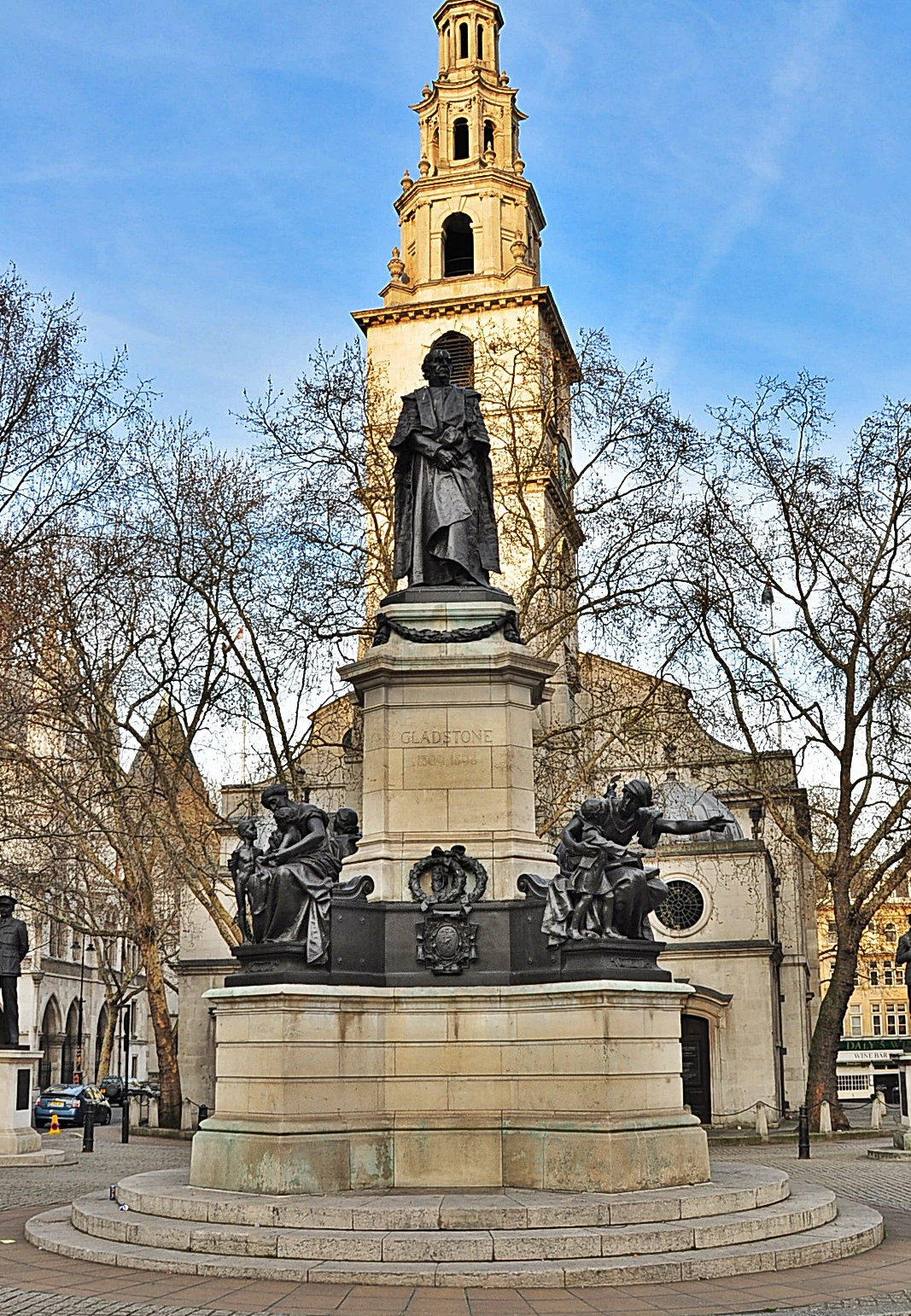
Памятник Уильяму Гладстону в Лондоне
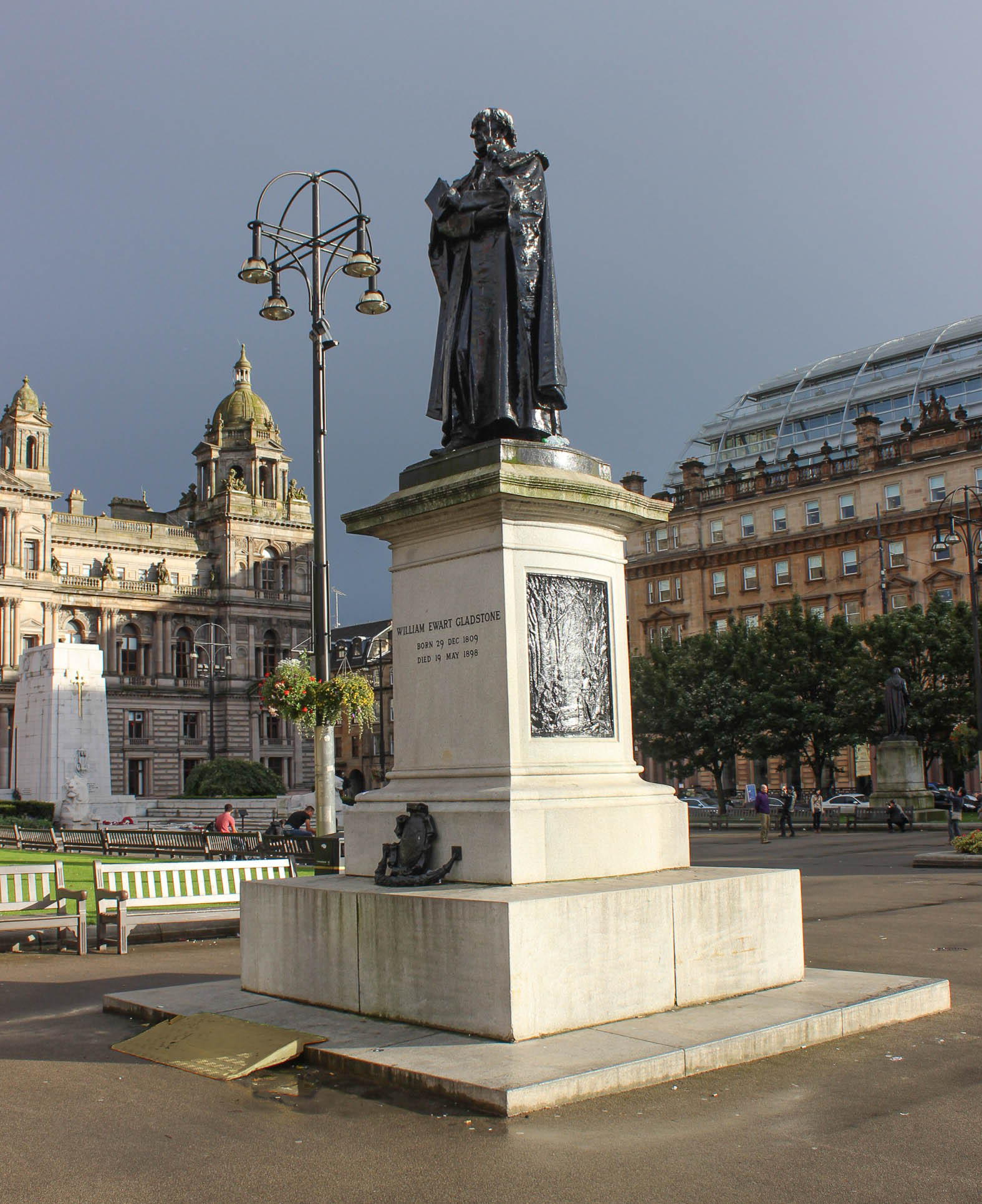
Памятник Уильяму Гладстону в Глазго
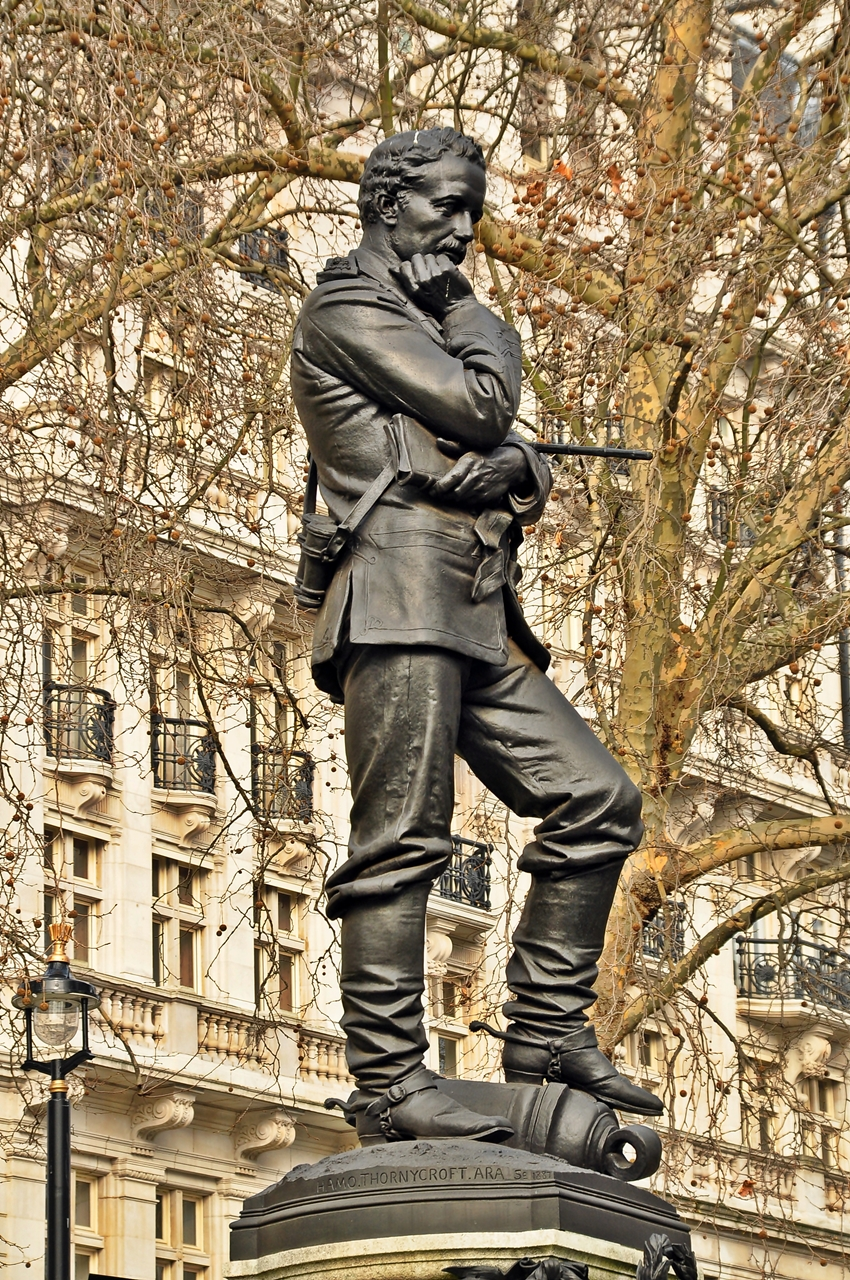
Памятник генералу Гордону в Лондоне
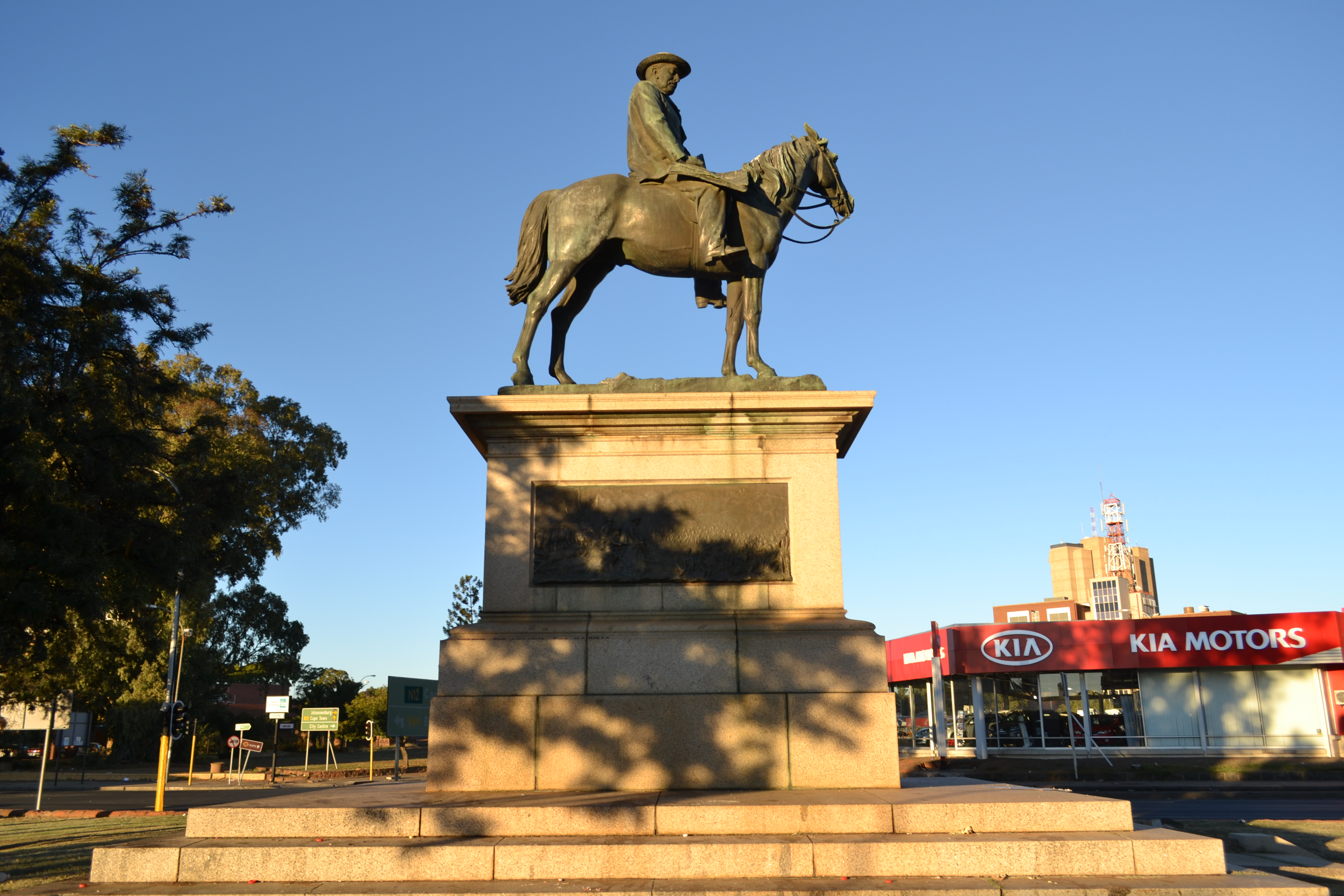
Памятник Сесилу Родсу в Кимберли, ЮАР
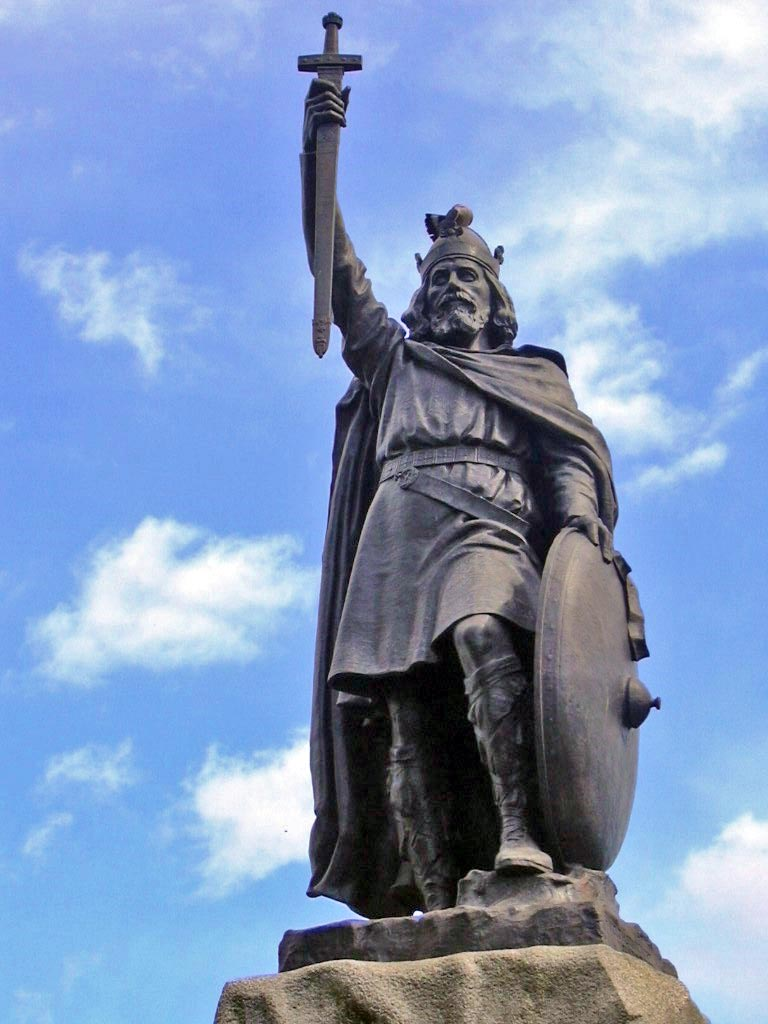
Памятник королю Альфреду Великому в Винчестере
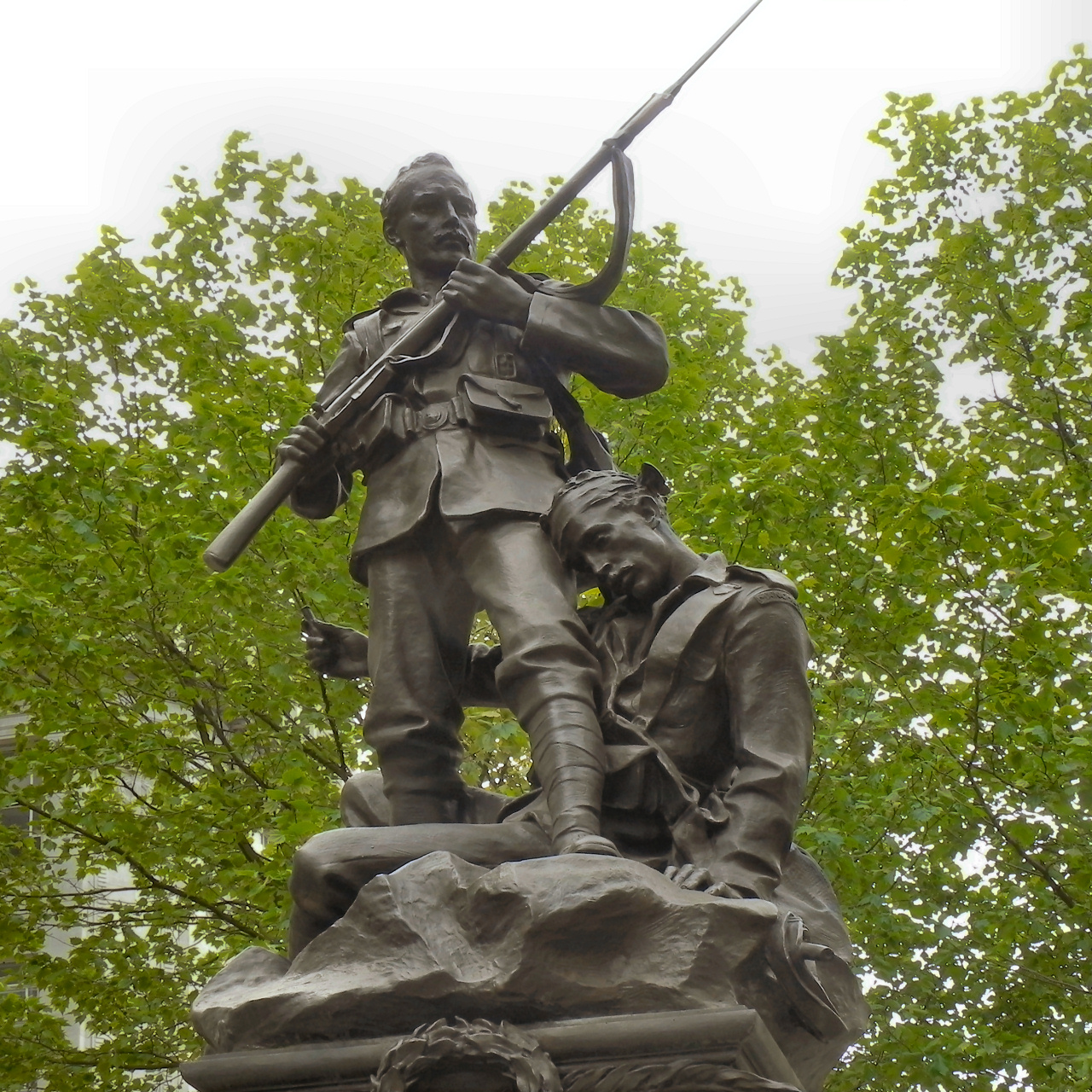
Мемориал Англо-бурской войны в Манчестере
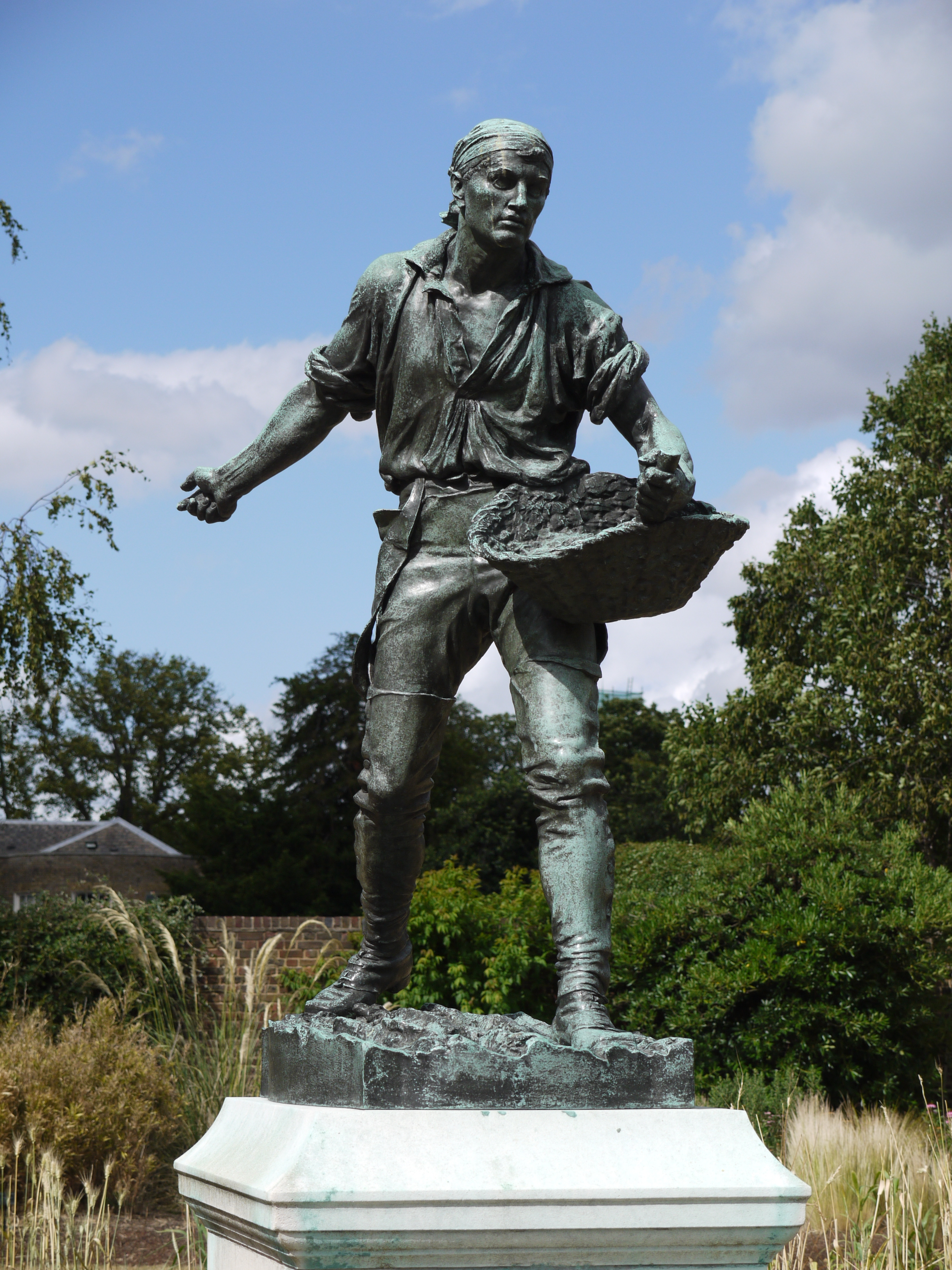
Сеятель